# Calliergonella lindbergii
Calliergonella lindbergii là một loài Rêu trong họ Amblystegiaceae. Loài này được (Mitt.) Hedenas mô tả khoa học đầu tiên năm 1990.